# 設備総合効率
設備総合効率（せつびそうごうこうりつ、英語: Overall Equipment Effectiveness : OEE）は、生産設備の稼働効率に関する階層化された指標である。その結果は汎用的であり、異なる産業であっても比較することが可能である。公益社団法人日本プラントメンテナンス協会によって開発・提唱された。
OEEは、リーン生産方式を採用して効率化を図る際の重要業績評価指標（KPI）の1つとして使われる。また、OEEには6つの指標があり、その内2つが上位の指標で、4つが下位の指標である。

## 2つの重要指標
設備総合効率（OEE）と設備機器総合有効生産力（total effective equipment performance、TEEP）は相互に密接に関連した指標であり、生産設備、製造時間、原材料の利用効率を表す。これらは理想的効率と実際の効率のギャップを示している。
- 設備総合効率は、設備の稼働スケジュール内で、その設備が設計上の効率に対してどの程度実際に稼働しているかを定量化したものである。
- 設備機器総合有効生産力（TEEP）は、OEEを暦上の時間に換算したものである。

## 4つの下位指標
上述の指標に加えて、OEEやTEEPの差異がどこでどうして生じたのかを理解するための4つの下位指標が存在する。
その指標とは以下の通りである。
- ローディング：TEEP指標の一部であり、暦上の時間のうち実際に設備が稼働する予定のスケジュール上の時間の割合を表す。
- 可動率：OEE指標の一部であり、スケジュール上の稼働予定時間のうち実際に設備が稼働している時間の割合を表す。
- 性能：OEE指標の一部であり、生産設備の設計上の製造速度に対する実際の製造速度の比率を表す。
- 品質：OEE指標の一部であり、全生産数に対する良品数の割合を表す。

## OEEとTEEPの計算
以下では、具体例を挙げてOEEとTEEPに関する指標の計算方法を示している。計算自体は難しくないが、ベースとなっている標準に注意を払う必要がある。また、この計算は1つの生産ラインや1つの品種の生産レベルのもので、より上位のレベルではもっと複雑になる。

### 設備総合効率
OEEは生産効率を可動率（Availability）、性能（Performance）、品質（Quality）という3つの測定可能な部分に分ける。これらはプロセスを改善する際の観点になる。OEEは個別の生産ラインから部門や工場レベルまで適用可能である。これはまた、部品番号、シフト、その他の様々なパラメータについて掘り下げて調査することが可能である。どんな生産プロセスも100%のOEEを達成することはほぼ不可能である。多くの業種で目標として85%程度の値を掲げている。
計算式：OEE = 可動率 × 性能 × 品質
例：
ある工場で、可動率が86.7%、性能が93.0%、品質が95.0%だとすると
OEE = 86.7% x 93.0% x 95.0% = 76.6%
となる。

### 設備機器総合有効生産力
OEEはスケジュールの中での効率を示すが、TEEPは暦上の時間での効率を示す。すなわち、24時間、365日の時間に対する効率である。
したがってTEEPは、資産の最終的な利用効率を表している。
計算式：TEEP = ローディング x OEE
例：
その工場のOEEが76.67%で、ローディングが71.4%だとすると
TEEP = 71.4% x 76.7% = 54.8%
となる。TEEPは別の書き方をすると TEEP = ローディング × 可動率 × 性能 × 品質 である。

### ローディング
TEEP指標の一部であるローディングとは、暦上の時間に対して工場が稼働するようスケジュールされている時間の割合である。ローディング指標は純粋にスケジュールの効率を表すもので、実際の生産がどのような効率で運用されているかは考慮しない。
計算式：ローディング = 実働時間 / 実時間
例：
その工場では、週に5日間、24時間稼働する。一週間の実時間は（7日 × 24時間）である。したがって、
ローディング  =（5日 × 24時間）/（7日 × 24時間）= 71.4%
となる。

### 可動率
OEE指標の可動率とは、スケジュールされた稼働時間に対する実際の稼働時間の割合である。可動率指標は、性能や品質を除くよう設計されており、純粋な実働時間を表す。
計算式：可動率 = 実働時間 / スケジュール上の時間
例：
その工場では、1シフト8時間（480分）でスケジュールしている。1シフト内に30分の休憩時間があり、その間は生産が止まる。また、スケジュールにない60分のダウンタイムがあるとする。
スケジュール上の時間  = 480分  - 30分（休憩） = 450分
実働時間  = 450分  - 60分（スケジュールにないダウンタイム） = 390分
可動率  = 390分  / 450分  = 86.7%
となる。

### 性能
OEE指標の性能とは、生産設備の設計上の製造速度に対する実際の製造速度の比率である。性能指標は、稼働率と品質を除くよう設計されており、純粋な製造速度を表す。
計算式：性能 = 実効率 / 標準効率
例：
その工場では、1シフト8時間（480分）で30分の休憩時間がある。
実働時間  = 450分  - 60分（スケジュールにないダウンタイム） = 390分
製品生産の標準効率は40台/時であるとする。
その工場では1シフトで242台を生産する。これは生産した全製品台数であり、良品数ではない。性能指標では品質を考慮しない。
実効率 = 242台 /（390分 / 60分） = 37.2 台/時
性能  = 37.2 / 40 = 93.0%
となる。

### 品質
OEE指標の品質とは、生産開始した全製品数の中の良品数の割合である。品質指標は、稼働率と性能を除くよう設計されており、純粋な歩留まりを表す。
計算式：品質 = 良品数 / 開始生産数
例：
その工場では1シフトで230台の良品を生産する。230台の良品を生産するために、242台の生産を開始する。したがって、
品質 = 230 / 242 = 95.0%
である。